# Images à l'appui
Images à l'appui is een consumentenprogramma op de Franstalige Belgische televisiezender RTL TVI. Het programma wordt gemaakt door productiehuis Everlasting Prod en gepresenteerd door Audrey Leunens. Het wordt wekelijks uitgezonden en besteedt aandacht aan mensen die te maken krijgen met oplichterij, administratieve moeilijkheden, medische fouten, misbruiken, enz.
Het programma ging van start in 2004. Het werd gepresenteerd door Vanessa Boularès tot zij begin 2008 werd opgevolgd door Caroline Fontenoy. Toen Fontenoy het televisiejournaal ging presenteren werd ze eind 2008 als presentatrice van Images à l'appui opgevolgd door Catherine Duriau. In de zomer van 2010 werd zij opgevolgd door Audrey Leunens.